# Dinocrocodile, la créature du lac

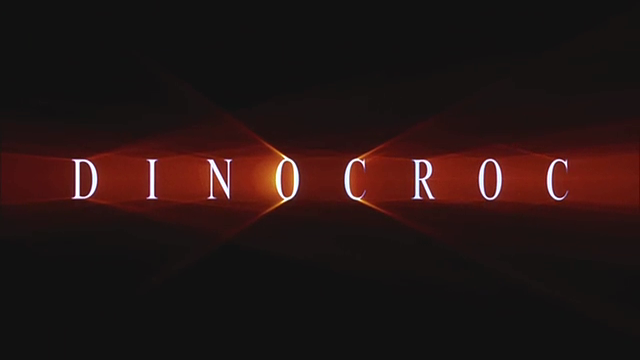
titre du filme

Dinocrocodile, la créature du lac (Dinocroc) est un film d'horreur réalisé par Kevin O'Neill, produit par Roger Corman et sorti en 2004. Il a ensuite été diffusé le 20 avril 2004 sur Sci Fi Channel.

## Synopsis
La créature du film est un crocodile avec des gènes de Suchomimus, qui vit dans un lac. Elle s'est échappée du laboratoire secret où elle avait été créée.

## Distribution
- Costas Mandylor : Dick Sydney
- Charles Napier : Sheriff Harper
- Bruce Weitz : Dr Campbell
- Matthew Borlenghi : Tom Banning
- Jane Longenecker : Diane Harper
- Max Perlich : Député Kerrigan
- Jake Thomas : Michael Banning
- Price Carson : Edwin Danders
- Joanna Pacuła : Paula Kennedy
- Jamie Akhavi : Judith

## Distinctions

### Récompense
Ce film reçut un prix Golden Galaxy de la société américaine de science-fiction.

### Les suites de ce film
- 2007 : Supergator (en)
- 2010 : Dinocroc vs. Supergator